# Ричардсон, Джон
Джон Ричардсон (англ. John Richardson, 5 ноября 1787 — 5 июня 1865) — шотландский ботаник, ихтиолог, врач, хирург, натуралист (естествоиспытатель).

## Биография
Джон Ричардсон родился в городе Дамфрис 5 ноября 1787 года.
Он изучал медицину в Эдинбурге и стал хирургом военно-морского флота в 1807 году. В 1819 году Ричардсон был назначен хирургом и натуралистом (естествоиспытателем) в первой арктической экспедиции Джона Франклина, которая продолжалась до 1822 года. 
В 1824 году он был назначен хирургом и естествоиспытателем во второй арктической экспедиции Джона Франклина, которая продолжалась до 1826 года.
В 1856 году учёный был награждён Королевской медалью Лондонского королевского общества.
Джон Ричардсон умер 5 июня 1865 года в Грасмире.

## Научная деятельность
Джон Ричардсон специализировался на папоротниковидных и на семенных растениях.
Также в 1825 году Джон стал автором латинского названия lemmus trimucronatus для желтобрюхих леммингов.

## Научные работы
- Fauna Boreali-Americana. 1829—1837.
- An Arctic Searching Expedtion. 1851.
- Icones Piscium. 1843.
- Catalogue of Apodal Fish in the British Museum, translated from the German MS. 1856.
- History of British Fishes. 1860.
- The Polar Regions. 1861.